# Domainer
Los inversores en nombres de dominio o domainers son inversores que adquieren nombres de dominio de Internet de alta calidad con el objetivo de obtener un beneficio gracias a la calidad de éste, que podría ser comparable con los inversores inmobiliarios.
Sus ingresos pueden derivar de varias partidas bien diferenciadas:
- Parking: consiste en tener una sitio web en el propio dominio que muestra anuncios relacionados con el nombre del dominio (keywords).
- Sitio web básico: consiste en desarrollar un pequeño sitio web que ofrece información o un servicio, normalmente básico, con el que poder garantizar unos ingresos anuales, normalmente vía publicidad.
- Alquiler: el arrendamiento o la cesión de un dominio a una empresa que quieran hacer uso completo del dominio durante un periodo de tiempo definido. Similar al alquiler de inmuebles. Esta opción no está muy extendido en el mercado hispano.
- Tráfico: ingresos gracias al reenvío de tráfico por navegación directa (type in). Es decir, redirigir el dominio a otra web dándole tráfico de calidad, ya que suelen ser usuarios que buscan concretamente ese producto o servicio que indican las palabras clave de los dominios.
- Venta: se trata de la venta final del dominio, la forma más habitual. Se podría comparar con la inversión en inmuebles o bien con la adquisición de acciones de bolsa.

## Historia
La inversión de dominios comenzó a principios de los años 90 en Estados Unidos, cuando todavía los nombres de dominio para empresas eran muy poco populares y su coste anual era gratuito.
El primer dominio registrado relacionado con la lengua castellana es nic.es que fue creado el 1 de junio de 1990. Nic es el encargado de gestionar la extensión .es de España.
Los primeros inversores en dominios en castellano conocidos en la industria fueron Christian Chena, Richard DIb, José Navarro, Miguel García, Matías de Tezanos o Carlos Blanco, entre muchos otros.
En mayo de 2006 existían entre 1000 y 2000 domainers dedicadas únicamente a la inversión en dominios, la mitad de ellos anónimos con el fin de evitar la competencia, según Ron Jackson el editor de Domain Name Journal.
En el 2004, se vendieron 3,813 dominios para un total de 13 millones de euros, de acuerdo a Zetetic. Las ventas de 5,851 dominios en el 2005 alcanzaron los 26 millones de euros. Los dominios en español también generaron varios millones de dólares al año para aquel año. 
Las ventas anuales de dominios llegaron a su máximo en 2010, con unas ventas públicas por un valor de más de 200 millones de euros según DNPrices.
La crisis económica que comenzó en 2008 con la quiebra de Lehman Brothers afectó de manera notable a la venta de dominios y sus números comenzaron a caer hasta los 80 millones de euros en 2016. 
El domainer más conocido del mercado hispano fue en su momento el paraguayo Christian Chena, con una lista estimada de 100 de los dominios genéricos destacados mundialmente como los más valiosos en español teniendo desarrollados un bajo porcentaje de ellos e inclinándose más a la monetización por clicks pagos. Chena posee además el récord del dominio hispano más caro vendido, tras haber vendido el dominio juegos.com por varios millones de dólares a la compañía holandesa de juegos en línea Spill Group en una transacción considerada histórica en la industria, iniciada a finales del 2006 y confirmada como completa en junio del año 2007, Sólo un mes antes había vendido una gran parte de sus nombres genéricos a Marchex en asociación con Fox Latinoamérica incluido en un paquete de dominios hispanos por 10 millones de dólares. 
Si bien Chena era considerado el domainer hispano más prolífico por sus inversiones en dominios genéricos en español y sus consecuentes ventas, debido al perfil bajo que mantiene, no es sino Carlos Blanco, un empresario español, quien ha tomado más relevancia en la industria hispana de dominios contando con uno de los blog más visitado en la industria de dominios e inversiones en Internet en castellano, y uno de los domainers más conocidos de España. A partir de 2012, Carlos Blanco comienza a salir de la inversión de dominios, al menos de cara al público, cancelando una de los eventos de inversión en dominios más relevantes de España y dejar paso al evento dirigido por Dietmar Stefitz, Domaining Europe como el evento europeos de más relevancia. En 2018 Domaining Europe ha sido adquirido por NamesCon y pasa a llamarse NamesCon Europe.
Otros domainers hispanos muy reconocidos para 2010 son Richard Dib de Puerto Rico. José Navarro de España y Miguel García también de España. Estos tres últimos son considerados como los pioneros en dominios genéricos hispanos. Tanto De Tezanos, como Dib y Navarro han sido vendedores de dominios de primer nivel, y en su mayoría teniendo de principal comprador a Chena.
En 2009 aparece la primera asociación hispana de inversores en dominios, la Asociación de Inversores en Nombres de Dominio capitaneada por el veterano inversor en dominios Antonio Villamarín, junto con algunos otros referentes en el mercado como son Javier Ruiz, Noel Tellez o Alfredo Torres.
Para 2015, el mercado hispano había cambiado radicalmente y había nuevos domainers referentes en la venta de dominios en castellano, como aquellos que formaron la primera asociación, que cambian la forma de entender los dominios y comienzan a innovar dentro de este espacio.
Las ventas de dominios en español para el año 2015 ha subido en número pero ha bajado en rendimiento.

## Tipos de dominio
La inversión tiene bien definidos los segmentos y tipos de dominio que existen y su relación con los beneficios obtenidos.

### Genéricos
Los dominios genéricos son aquellos que describen claramente algún producto, servicio, sector, etc, con palabras clave que son de uso común, normalmente de diccionario.
Aunque hay marcas que usan palabras genéricas, que podrían entrar en conflicto con los dominios genéricos y sobre los derechos de uso y acceso a ellos, no son considerados marcas. No es lo mismo marcas de tipo "zara" o "adidas" que son términos propios suyos e "inventados" que "caramelo" que es un término que puede emplearse perfectamente en su sector.
El valor intrínseco de estos dominios está dominado por el branding ya que permite a su propietario fidelizar de mejor manera a sus clientes al recordar con facilidad el dominio.

### Acrónimos líquidos
Los acrónimos cortos son considerados dominios líquidos debido a que cotizan de forma diaria (con diferencias sobre la bolsa). La mayoría de los dominios sin significado de tres o cuatro letras, se venden a precios similares y esto es lo que se considera cotización. Hay acrónimos, según su extensión y longitud, que no tienen ningún valor en un determinado momento, mientras que los dominios de tres y cuatro letras en punto com o tres letras en punto net u org tienen un valor elevado. Existen webs dedicadas a esta cotización.

### Especulativos
Uno de los sectores con más domainers es el de la especulación en tiempo. Se tratan de dominios que suenan bien, pero que en realidad no tienen ningún valor en ese momento, solamente se adquieren debido a que en algún momento en el futuro alguien podría quererlo por su sonoridad o composición. Este método de inversión puede ser muy lucrativo, pero tiene un altísimo riesgo.
Es algo así como la inversión en locales comerciales en una zona sin urbanizar, esperando que en algún momento se urbanizará.

### SEO
Desde 2013 los dominios SEO han comenzado a tomar relevancia por su valor para posicionar una página web en buscadores. Hay muchos factores que los evalúan, aunque uno de sus principales vectores es que dispone de muchos enlaces entrantes y/o enlaces entrantes con relevancia para buscadores. Estos enlaces los valoran muy bien los buscadores y se pueden redirigir o desarrollar para obtener tráfico.

### Tráfico
Los dominios de tráfico son dominios que reciben de manera natural (type in) y esto le da valor al dominio porque este tráfico se puede monetizar. 

### Hacks
Son dominios que forman un término genérico incluyendo toda su composición, normalmente la extensión, por ejemplo "opinion.es" o "coch.es". Estos dominios tienen bastante uso en el mercado anglosajón mientras que en el mercado hispano es solamente anecdótico.

### En conflicto
Hay varios tipos de dominios, que entran en conflicto con otros sectores y que existe una acalorada discusión sobre su uso e inversión, como pueden ser:

#### Typos
Se trata de dominios muy semejantes a otros dominios muy conocidos y que reciben mucho tráfico, normalmente marcas. Son errores de tipeo en el teclado, no poner el punto tras las www, etc.

#### Marcas
Se trata de dominios cuya keyword es marca en el momento de la adquisición del dominio y que intenta obtener un beneficio de vendérselo a esta marca. Esta práctica es completamente ilegal, y es lo que se considera ciberocupación. Los inversores en dominios huyen de estos dominios.

## Errores en el mercado
El desconocimiento de cómo funciona esta industria y la ocupación de cargos relevantes de personas no preparadas en la gestión de sus registros centrales convierte en riesgo la inversión en algunos sitios con inseguridad jurídica al respecto. Hay países que pueden embargar dominios libremente sin compensar la inversión hecha o empresas que con la intención de hacerse con un dominio registran la marca a posteriori, lo que se denomina secuestro inverso de dominios. Aunque estos dos ejemplos están muy diferenciados; el primero es algo habitual en muchos países y el segundo las marcas suelen perderlos, se trata de dos ejemplos de los riesgos a los que están sometidas las inversiones.
También es bastante habitual que algunas personas y empresas lleguen al sector por casualidad y mantengan prejuicios al respecto de la inversión debido a su poco conocimiento del sector que da la imagen de industria amateur. Existen muchas empresas serias en el sector que favorecen las ventas y la dinamización del sector antes las pequeñas y medianas empresas, así como brokers que venden de forma profesional dominios de primer nivel.

## Eventos en castellano
Para 2018 el único evento en castellano a nivel mundial es DomainingEurope (NamesCon Europe) que se realiza en Valencia.

## Innovación
La principal innovación del mercado de dominio es la tasación relativamente fiable de los mismos que se puede ver funcionar en varios proyectos relativos a esto: estibot o  domainindex entre otros. La tasación se suele hacer con relación a otras ventas anteriores y relacionando sus valores, como extensión, idioma, temática, etc.
Para 2018 el mercado de la inversión está cambiando al mismo ritmo que cambian el resto de las industrias y la inteligencia artificial se hace presente para la valoración de dominios. Aparecen muestras de su uso en el mercado hispano por parte del matemático Antonio Villamarín con el uso de herramientas como Tensorflow y datasets públicos sobre ventas anteriores y valores relativos sobre cada uno de ellos, para la valoración automática de dominios. También en el mercado en inglés aparecen varios jugadores con tasaciones basadas en IA, como godaddy abierto al público a finales de 2017.
También se está viendo cómo el blockchain se hace fuerte en el mercado empezando a aparecer nuevas opciones relacionadas con es sistema de cadenas de bloques, como DomainToken.